# Varanus amnhophilis
El dragón de Samos (Varanus amnhophilis) es una especie extinta de varano del Mioceno de Grecia. Fue nombrado en 2012 siendo situado en su propio subgénero, Varaneades. Es conocido solo a partir de un cráneo parcial y varias vértebras, pero las comparaciones con otras especies de varanos indican un tamaño de entre 60 a 80 centímetros de longitud. Dado que excede los 60 cm, se puede considerar como una especie grande de lagarto varano. El fósil fue hallado en depósitos de edad del Turoliense de la Formación Mytilini en la isla de Samos y se encuentra actualmente alojado en el Museo Americano de Historia Natural.

## Descubrimiento y denominación

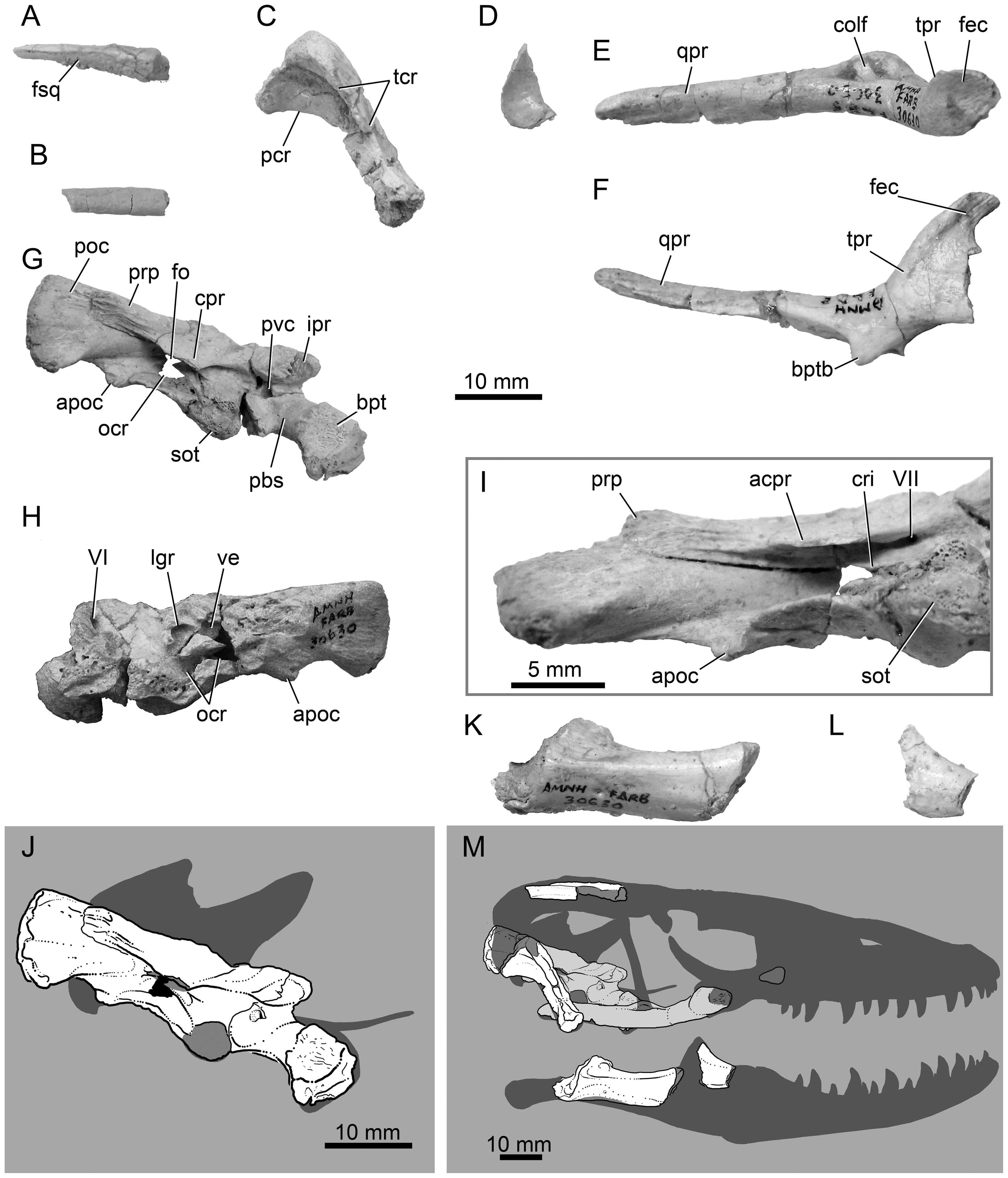
Elementos craneales.

Varanus amnhophilis es conocido de varios fragmentos óseos, incluyendo el lado derecho del neurocráneo, un hueso cuadrado, parte del paladar y la bóveda craneana, el proceso coronoidal derecho y la región glenoide de la mandíbula inferior, una pieza de la clavícula, y cinco vértebras. Estos huesos fueron hallados por el paleontólogo estadounidense Barnum Brown, quien lo almacenó entre las colecciones de mamíferos del Museo Americano de Historia Natural. El espécimen no fue identificado como un reptil hasta 2009. Fue entonces cuando el paleontólogo de mamíferos Nikos Solounias, quien ha trabajado extensamente en los fósiles de la isla de Samos, avisó sobre el fósil a Carl Mehling. Mehling removió al espécimen de la colección de mamíferos fósiles y lo catalogó como AMNH FR (reptil fósil, por sus siglas en inglés) 30630. El espécimen fue descrito en 2012 como una nueva especie de Varanus, y fue situado en el nuevo subgénero llamado Varaneades. El nombre de la especie amnhophilis significa "amante del cordero", del griego αμνόζ (amnhos, "cordero") y φιλiζ (philis, "amante de"), como una referencia a la dieta de los mayores varanos vivientes, la cual frecuentemente incluye mamíferos del tamaño de una oveja (e incluso mayores). El nombre del sugbénero Varaneades viene del nombre de género Varanus y los neades, bestias míticas de Samos.

## Descripción

### Tamaño
Cuando la especie fue descrita originalmente, la longitud corporal de Varanus amnhophilis fue estimada comparando la longitud del neurocráneo y de las vértebras individuales con sus longitudes correspondientes en especies actuales de varanos. El porcentaje de la longitud del neurocráneo y de las vértebras dorsales con respecto a la longitud postcraneal son muy similares para muchas especies de varanos, y fueron usados para estimar la longitud postcraneal de V. amnhophilis. El primer porcentaje dio una longitud postcraneal de cerca de 71.26 centímetros y el segundo dio una longitud de cerca de 66.45 centímetros.